# Солер, Мигель Эстанислао
Мигель Эстанислао Солер (исп. Miguel Estanislao Soler; 7 мая 1783, Буэнос-Айрес, вице-королевство Рио-де-ла-Плата — 23 сентября 1849, Сан-Исидро, провинция Буэнос-Айрес, Аргентина) — аргентинский военный и политик, участвовавший в аргентинской и чилийской войнах за независимость, а также в гражданских войнах в Аргентине. Он также был губернатором Восточной полосы и провинции Буэнос-Айрес.

## Происхождение и ранние годы
Мигель Эстанислао Солер родился в Буэнос-Айресе 7 мая 1783 года. Сын Мануэля Солера, испанского солдата, служившего в американских колониях, и Мануэлы де Оталора-и-Риверо, креолки, принадлежащей к семье военного баскского происхождения. Из-за смерти отца ему пришлось оставить учебу в возрасте двенадцати лет, чтобы присоединиться к постоянному пехотному батальону Буэнос-Айреса. Будучи солдатом с самого раннего возраста, он участвовал в борьбе с английскими вторжениями и в подавлении неудавшейся революции Мартина де Альсаги. Он также поддержал Майскую революцию 1810 года.
В 1811 году его направили в качестве командира полка Пардос и Моренос в Восточную полосу, где он одержал победу в двух небольших сражениях при Сорьяно и Эль-Колье. Он сражался под командованием Хосе Артигаса в битве при Сан-Хосе, а затем в течение трех лет участвовал в осаде Монтевидео, сыграв решающую роль в победе при Серрито и получив звание полковника. Он был в составе армии, взявшей город в мае 1814 года.
В августе 1814 года Мигель Эстанислао Солер был назначен губернатором Восточной полосы (Монтевидео), сменив на этом посту Николаса Родригеса Пенью. Однако большая часть этой провинции находилась в руках федералистов Артигаса. Из столицы он отправил несколько экспедиций, чтобы покончить с ними, но в конечном итоге они потерпели неудачу в битве при Гуаябосе в январе 1815 года. По приказу нового правителя Альвеара он эвакуировал город, забрав все оружие, деньги и все ценное, что нашел. Альвеар предложил независимость Восточной полосы, но Артигас отверг это предложение, поскольку это было не то, чего он и жители востока хотели, а автономия их провинции в составе Соединенных провинций Рио-де-ла-Плата.

## Кампания в Чили
Солер двинулся со всей своей армией в Буэнос-Айрес, где был назначен командующим вооруженными силами внутренних районов провинции Буэнос-Айрес. После мятежа в Фонтесуэласе он использовал эти силы, чтобы потребовать отставки Альвеара из правительства.
Вместе с Мануэлем Доррего, Мануэлем Морено и другими он сформировал автономистскую группу в провинции Буэнос-Айрес, требуя автономного правительства (нечто похожее на то, чего добился Артигас). Но директор Хуан Мартин де Пуэйрредон избавился от него, отправив в Мендосу.
Он присоединился к Андской армии, которую формировал генерал Хосе де Сан-Мартин. Это повысило его до звания генерала в июле 1816 года. В качестве командира авангарда он участвовал в переходе через Анды, опередив на день самого Сан-Мартина, который пересек горы по тому же маршруту. Он руководил сражениями при Лас-Коймасе и Путаэндо.
Он продемонстрировал выдающееся выступление в победном сражении при Чакабуко. Раздраженный поведением генерала Бернардо О’Хиггинса в том сражении, он обвинил его в том, что он поставил победу под угрозу своей поспешной атакой. Это обвинение привело к публичному спору, который закончился его увольнением из армии и возвращением в Буэнос-Айрес.

## Анархия 1820 года

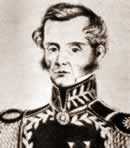
Портрет Мигеля Эстанислао Солера.

Мигель Эстанислао Солер оставался в оппозиции без командования войсками до тех пор, пока в 1819 году директор Хосе Рондо снова не поручил ему командование полевой армией, базировавшейся в городе Лухан. Получив известие о поражении руководства в битве при Сепеде, он потребовал, чтобы городской совет Буэнос-Айреса взял на себя командование в провинции, распустил конгресс и отстранил Рондо от командования. Это привело к падению Директории и автономии провинции Буэнос-Айрес. Но это также принесло анархию в эту и почти во все другие провинции.
Во время правления Мануэля де Сарратеа он оставался командующим кампанией. Секретный пункт Договора Пилар, подписанного с федералистами, требовал от губернатора предоставить им оружие. Когда губернатор начал выполнять этот пункт соглашения, 6 марта Солер и командовавшие войсками военные свергли его, посчитав, что провинция беззащитна. Генерал Хуан Рамон Балькарсе принял командование, но он не смог продержаться больше нескольких дней. Столкнувшись с угрозами со стороны федеральных лидеров, Солер сам сместил Балькарсе и призвал Сарратеа обратно.
В мае Сарратеа подал в отставку, в то время как в провинции царил полнейший беспорядок. Ильдефонсо Рамос Мехия взял на себя управление страной, но у него не было никакой власти. 17 июня городской совет Лухана и армия назначили Солера губернатором. Рамос Мехия подал в отставку 20 июня, и только 23 июня законодательный орган провинции признал Солера губернатором провинции Буэнос-Айрес.
В то время губернатор провинции Санта-Фе Эстанислао Лопес возвращался из похода, целью которого было заставить правительство Буэнос-Айреса соблюдать Договор Пилар. Солер встретился с ним 28 июня в битве при Каньяда-де-ла-Крус, взяв с собой Доминго Френча и Мануэля Паголу в качестве заместителей. Он потерпел поражение, и даже Френч был взят в плен. Пока Солер бежал в Монтевидео, полковник Пагола ненадолго занял центр столицы.

## Бразильская война и последние годы

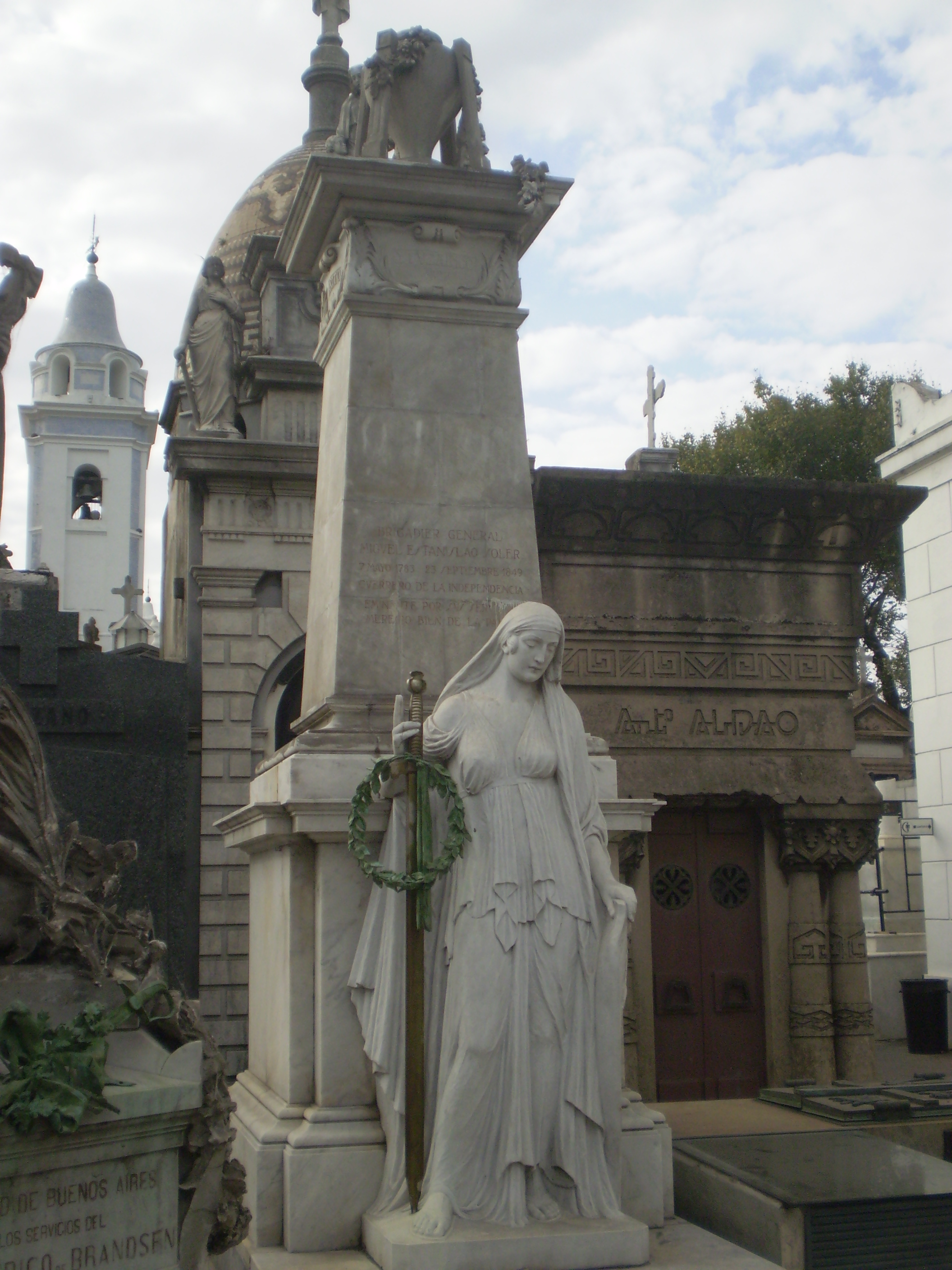
Могила Мигеля Эстанислао Солера на кладбище Реколета.

В 1822 году он вернулся в Буэнос-Айрес и в следующем году был назначен генеральным инспектором армии. Он был главой армии, которая вела войну против Бразильской империи, проявив себя как эффективный организатор. Он командовал 3-м армейским корпусом, в состав которого входила вся пехота и артиллерия. В битве при Итусаинго он отвечал за распределение дивизий на поле боя, независимо от приказов генерала Альвеара, внеся большой вклад в победу.
В 1828 году он вернулся в Буэнос-Айрес и был назначен послом при правительстве Боливии. Однако военный переворот Хуана Лавалье, закончившийся смертью Доррего, заставил его вернуться в Буэнос-Айрес. Там он был членом консультативного совета генерала Лавалье, а позднее — его преемника Хуана Хосе Вьямонте. В 1830 году губернатор Хуан Мануэль де Росас назначил его командующим городскими войсками столицы. Он был ярым сторонником Росаса, но кровавые репрессии 1840 года вынудили его переехать в Монтевидео. Он вернулся в 1841 году, хотя больше не занимал никаких должностей.
Мигель Эстанислао Солер скончался в сентябре 1849 года в Сан-Исидро, провинция Буэнос-Айрес. Его останки покоятся на кладбище Реколета в городе Буэнос-Айрес.